# PalaDue
La CMP Arena (ex PalaDue) è il secondo dei palazzetti dello sport di Bassano del Grappa.
Ha una capienza di 1 200 persone, che possono arrivare a 3 000 per eventi non sportivi.
Ospita gli allenamenti e le partite casalinghe del Bassano Volley e le partite casalinghe dell'Atletico Bassano Calcio a 5.
Nel caso che sia Hockey Bassano che Roller Bassano giochino in casa, una delle due squadre gioca nel PalaDue.
Si trova vicino al PalaUbroker. Il campo da gioco è in parquet, ma viene rivestito in Taraflex per gli eventi pallavolistici, e misura 800 m², per un'altezza di 12 m.
La struttura è costruita su pilastri di sostegno a V, mentre la copertura è in acciaio con travi reticolari verniciati di bianco.
A differenza del PalaInfoplus, il PalaDue presenta all'interno solamente 3 curve: Tribuna Nord, la Curva Ovest e Tribuna Sud. 
Da Febbraio 2023 prende la denominazione di CMP Arena, derivante dalla sponsorizzazione della nota azienda di moda sportiva CMP.

## Manifestazioni ospitate
- Dal 27 settembre al 3 ottobre 2009 ha ospitato il Mondiale Under 20 di Hockey su pista.
- MNG Final Show 2014 e 2015: spettacolo di fine anno della Move N'Groove Hip Hop School.
- Musicalmente è stato inaugurato con la PFM.
- Il 22 febbraio 2020 ha ospitato il Quiero volver tour della cantante argentina TINI.[1]